# 복어탑
복어탑(중국어: 河豚塔)은 중국 장쑤성 양중시에 위치한 건축물로 위안보위안의 시사섬에 위치한다. 양중시에서 많이 잡히는 복어를 본따 만든 건축물로서 길이는 90m, 너비는 44m, 높이는 62m이다. 건설 과정에 8,920개에 달하는 황동판 조각과 철근이 사용되었으며 전체 무게는 2,100톤에 이른다. 건설 비용으로 7,000만 위안이 사용되었다.
건축물의 내부는 복어의 불뚝 튀어나온 배 부분에 엘리베이터를 타고 올라가 양중 시내의 전망을 둘러볼 수 있도록 설계되어 있다. 외부는 황금빛 판이 마치 복어 비늘처럼 전체 외관을 둘러싸고 있다. 밤에는 발광 다이오드(LED) 조명을 설치하여 밤에 형형색색으로 빛나는 복어의 모습을 볼 수 있다.